# Henriette Beenfeldt
Henriette Dorthea Beenfeldt (født 28. maj 1878, død 24. december 1949) var en dansk fredsaktivist og feminist, der blev et af hoved medlemmerne i Dansk Fredsforening (DF). Efter at have nogle vanskeligheder med bestyrelsesmedlemmer i DF blev hun et entusiastisk medlem af Kvindernes Internationale Liga for Fred og Frihed (KILFF), den danske afdeling i Women's International League for Peace and Freedom, der sad hun i bestyrelsen for Københavns afdeling. Beenfeldt var aktiv i det georgistiske parti Retsforbundet og var opstillet for partiet ved flere folketingsvalg i perioden 1926-1947.

Hun blev født den 28. maj 1878 i København som Henriette Dorthea Hansen, datter af tobakshandleren Carl Vilhelm Hansen (1851–1922) og Karen Thorsen (1852–1900). I 1903 blev hun gift med Thor Beenfeldt (1878–1954), en bygningsinspektør.